# Ебецу
Ебецу (јап. 江別市) град је у Јапану у префектури Хокаидо. Према попису становништва из 2005. у граду је живело 125.601 становника.

## Становништво
Према подацима са пописа, у граду је 2005. године живело 125.601 становника.
| 1995.   | 2000.   | 2005.   |
| ------- | ------- | ------- |
| 115.495 | 123.877 | 125.601 |